# Гарсес, Пауло
Па́уло Андре́с Гарсе́с Контре́рас (исп. Paulo Andrés Garcés Contreras; род. 2 августа 1984 года, Парраль, Чили) — чилийский футболист, вратарь клуба «Депортес Вальдивия». Выступал за сборную Чили.

## Клубная карьера
Гарсес — воспитанник клуба «Универсидад Католика». В 2002 году Пауло дебютировал в чилийской Примере. Гарсес не всегда получал место в стартовом составе, поэтому часто для получения игровой практики он уходил в аренду. Пауло успел поиграть за «Эвертон», мексиканский Лобос БУАП и дважды за «Депортес Пуэрто-Монт». В составе «Универсидад Католика» он дважды стал чемпионом Чили.
В 2011 году Гарсес перешёл в «Универсидад де Чили». 21 мая 2012 года в матче против «Уачипато» он дебютировал за новый клуб. В том же году Пауло стал обладателем Кубка Чили и в третий раз выиграл чемпионат.
Летом 2013 года для получения игровой практики Грасес на правах аренды перешёл в «О’Хиггинс». 11 августа в матче против «Аудакс Итальяно» Пауло дебютировал за новую команду. С «О’Хиггинс» он стал чемпионом страны и завоевал Суперкубок Чили. По окончании сезона Гарсес стал свободным агентом.
Летом 2014 года он подписал контракт с «Коло-Коло». 17 августа в поединке против «Унион Эспаньола» Гарсес дебютировал за новую команду. Летом 2017 года Пауло перешёл в «Депортес Антофагаста». 31 июля в матче против своего предыдущего клуба Коло-Коло он дебютировал за новую команду.

## Международная карьера
23 января 2011 года в товарищеском матче против сборной США Гарсес дебютировал за сборную Чили. В том же году в составе национальной сборной страны Пауло поехал на Кубок Америки в Аргентину. На турнире он был запасным футболистом и не сыграл ни минуты.
В 2015 году Гарсес стал победителем домашнего Кубка Америки. На турнире он был вторым вратарём и на поле не вышел.

## Достижения
Командные
 «Универсидад Католика»
- Чемпионат Чили по футболу — Кл. 2005
- Чемпионат Чили по футболу — 2010

 «Универсидад де Чили»
- Чемпионат Чили по футболу — Ап. 2012
- Обладатель Кубка Чили — 2012

 «О’Хиггинс»
- Чемпионат Чили по футболу — Ап. 2013
- Обладатель Суперкубка Чили — 2014

Международные
 Чили
- Кубок Америки по футболу — 2015